# 小行星列表/155501-155600
| 名稱         | 臨時編號   | 發現日期       | 發現地點           | 發現者                         |
| ------------ | ---------- | -------------- | ------------------ | ------------------------------ |
| 小行星155501 | 1999 JX96  | 1999年5月12日  | 索科罗             | 林肯近地小行星研究小组         |
| 小行星155502 | 1999 JP97  | 1999年5月12日  | 索科罗             | 林肯近地小行星研究小组         |
| 小行星155503 | 1999 LP5   | 1999年6月11日  | 索科罗             | 林肯近地小行星研究小组         |
| 小行星155504 | 1999 LC7   | 1999年6月9日   | 基特峰             | 太空监视                       |
| 小行星155505 | 1999 NR32  | 1999年7月14日  | 索科罗             | 林肯近地小行星研究小组         |
| 小行星155506 | 1999 NM40  | 1999年7月14日  | 索科罗             | 林肯近地小行星研究小组         |
| 小行星155507 | 1999 RE5   | 1999年9月3日   | 基特峰             | 太空监视                       |
| 小行星155508 | 1999 RF22  | 1999年9月7日   | 索科罗             | 林肯近地小行星研究小组         |
| 小行星155509 | 1999 RP73  | 1999年9月7日   | 索科罗             | 林肯近地小行星研究小组         |
| 小行星155510 | 1999 RR73  | 1999年9月7日   | 索科罗             | 林肯近地小行星研究小组         |
| 小行星155511 | 1999 RU143 | 1999年9月9日   | 索科罗             | 林肯近地小行星研究小组         |
| 小行星155512 | 1999 RH162 | 1999年9月9日   | 索科罗             | 林肯近地小行星研究小组         |
| 小行星155513 | 1999 RB172 | 1999年9月9日   | 索科罗             | 林肯近地小行星研究小组         |
| 小行星155514 | 1999 RT172 | 1999年9月9日   | 索科罗             | 林肯近地小行星研究小组         |
| 小行星155515 | 1999 RZ190 | 1999年9月10日  | 索科罗             | 林肯近地小行星研究小组         |
| 小行星155516 | 1999 RG204 | 1999年9月8日   | 索科罗             | 林肯近地小行星研究小组         |
| 小行星155517 | 1999 RH213 | 1999年9月12日  | 贝尔吉施格拉德巴赫 | 沃尔夫·比克尔                  |
| 小行星155518 | 1999 RS217 | 1999年9月3日   | 基特峰             | 太空监视                       |
| 小行星155519 | 1999 RS251 | 1999年9月8日   | 基特峰             | 太空监视                       |
| 小行星155520 | 1999 TH10  | 1999年10月8日  | 普雷斯科特         | P. G. Comba                    |
| 小行星155521 | 1999 TM26  | 1999年10月3日  | 索科罗             | 林肯近地小行星研究小组         |
| 小行星155522 | 1999 TF28  | 1999年10月3日  | 索科罗             | 林肯近地小行星研究小组         |
| 小行星155523 | 1999 TJ36  | 1999年10月11日 | 可可尼诺县         | 洛厄尔天文台近地小行星搜寻计划 |
| 小行星155524 | 1999 TL57  | 1999年10月6日  | 基特峰             | 太空监视                       |
| 小行星155525 | 1999 TR61  | 1999年10月7日  | 基特峰             | 太空监视                       |
| 小行星155526 | 1999 TV64  | 1999年10月8日  | 基特峰             | 太空监视                       |
| 小行星155527 | 1999 TU72  | 1999年10月9日  | 基特峰             | 太空监视                       |
| 小行星155528 | 1999 TX85  | 1999年10月14日 | 基特峰             | 太空监视                       |
| 小行星155529 | 1999 TZ119 | 1999年10月4日  | 索科罗             | 林肯近地小行星研究小组         |
| 小行星155530 | 1999 TS121 | 1999年10月15日 | 索科罗             | 林肯近地小行星研究小组         |
| 小行星155531 | 1999 TB129 | 1999年10月6日  | 索科罗             | 林肯近地小行星研究小组         |
| 小行星155532 | 1999 TR133 | 1999年10月6日  | 索科罗             | 林肯近地小行星研究小组         |
| 小行星155533 | 1999 TU135 | 1999年10月6日  | 索科罗             | 林肯近地小行星研究小组         |
| 小行星155534 | 1999 TY145 | 1999年10月7日  | 索科罗             | 林肯近地小行星研究小组         |
| 小行星155535 | 1999 TR177 | 1999年10月10日 | 索科罗             | 林肯近地小行星研究小组         |
| 小行星155536 | 1999 TO196 | 1999年10月12日 | 索科罗             | 林肯近地小行星研究小组         |
| 小行星155537 | 1999 TL204 | 1999年10月13日 | 索科罗             | 林肯近地小行星研究小组         |
| 小行星155538 | 1999 TC207 | 1999年10月14日 | 索科罗             | 林肯近地小行星研究小组         |
| 小行星155539 | 1999 TU221 | 1999年10月1日  | 卡特林那           | 卡特林那巡天系统               |
| 小行星155540 | 1999 TN224 | 1999年10月1日  | 卡特林那           | 卡特林那巡天系统               |
| 小行星155541 | 1999 TJ250 | 1999年10月9日  | 卡特林那           | 卡特林那巡天系统               |
| 小行星155542 | 1999 TE260 | 1999年10月10日 | 基特峰             | 太空监视                       |
| 小行星155543 | 1999 TC264 | 1999年10月15日 | 基特峰             | 太空监视                       |
| 小行星155544 | 1999 TX284 | 1999年10月9日  | 索科罗             | 林肯近地小行星研究小组         |
| 小行星155545 | 1999 TH306 | 1999年10月6日  | 索科罗             | 林肯近地小行星研究小组         |
| 小行星155546 | 1999 TP310 | 1999年10月4日  | 基特峰             | 太空监视                       |
| 小行星155547 | 1999 UZ14  | 1999年10月29日 | 卡特林那           | 卡特林那巡天系统               |
| 小行星155548 | 1999 UU21  | 1999年10月31日 | 基特峰             | 太空监视                       |
| 小行星155549 | 1999 UC29  | 1999年10月31日 | 基特峰             | 太空监视                       |
| 小行星155550 | 1999 UK31  | 1999年10月31日 | 基特峰             | 太空监视                       |
| 小行星155551 | 1999 UL47  | 1999年10月29日 | 卡特林那           | 卡特林那巡天系统               |
| 小行星155552 | 1999 UA48  | 1999年10月30日 | 卡特林那           | 卡特林那巡天系统               |
| 小行星155553 | 1999 UY56  | 1999年10月29日 | 基特峰             | 太空监视                       |
| 小行星155554 | 1999 VW57  | 1999年11月4日  | 索科罗             | 林肯近地小行星研究小组         |
| 小行星155555 | 1999 VM59  | 1999年11月4日  | 索科罗             | 林肯近地小行星研究小组         |
| 小行星155556 | 1999 VP80  | 1999年11月4日  | 索科罗             | 林肯近地小行星研究小组         |
| 小行星155557 | 1999 VW96  | 1999年11月9日  | 索科罗             | 林肯近地小行星研究小组         |
| 小行星155558 | 1999 VO127 | 1999年11月9日  | 基特峰             | 太空监视                       |
| 小行星155559 | 1999 VB147 | 1999年11月12日 | 索科罗             | 林肯近地小行星研究小组         |
| 小行星155560 | 1999 VD159 | 1999年11月14日 | 索科罗             | 林肯近地小行星研究小组         |
| 小行星155561 | 1999 VL161 | 1999年11月14日 | 索科罗             | 林肯近地小行星研究小组         |
| 小行星155562 | 1999 VD183 | 1999年11月9日  | 索科罗             | 林肯近地小行星研究小组         |
| 小行星155563 | 1999 VR197 | 1999年11月3日  | 卡特林那           | 卡特林那巡天系统               |
| 小行星155564 | 1999 VD204 | 1999年11月5日  | 索科罗             | 林肯近地小行星研究小组         |
| 小行星155565 | 1999 VX209 | 1999年11月12日 | 索科罗             | 林肯近地小行星研究小组         |
| 小行星155566 | 1999 VY209 | 1999年11月12日 | 索科罗             | 林肯近地小行星研究小组         |
| 小行星155567 | 1999 WX15  | 1999年11月29日 | 基特峰             | 太空监视                       |
| 小行星155568 | 1999 WN17  | 1999年11月30日 | 基特峰             | 太空监视                       |
| 小行星155569 | 1999 WU17  | 1999年11月30日 | 基特峰             | 太空监视                       |
| 小行星155570 | 1999 WE24  | 1999年11月28日 | 基特峰             | 太空监视                       |
| 小行星155571 | 1999 XC29  | 1999年12月6日  | 索科罗             | 林肯近地小行星研究小组         |
| 小行星155572 | 1999 XX47  | 1999年12月7日  | 索科罗             | 林肯近地小行星研究小组         |
| 小行星155573 | 1999 XG66  | 1999年12月7日  | 索科罗             | 林肯近地小行星研究小组         |
| 小行星155574 | 1999 XX73  | 1999年12月7日  | 索科罗             | 林肯近地小行星研究小组         |
| 小行星155575 | 1999 XL78  | 1999年12月7日  | 索科罗             | 林肯近地小行星研究小组         |
| 小行星155576 | 1999 XY128 | 1999年12月12日 | 索科罗             | 林肯近地小行星研究小组         |
| 小行星155577 | 1999 XT135 | 1999年12月8日  | 索科罗             | 林肯近地小行星研究小组         |
| 小行星155578 | 1999 XE145 | 1999年12月7日  | 基特峰             | 太空监视                       |
| 小行星155579 | 1999 XG219 | 1999年12月15日 | 基特峰             | 太空监视                       |
| 小行星155580 | 1999 XE232 | 1999年12月4日  | 卡特林那           | 卡特林那巡天系统               |
| 小行星155581 | 1999 YN2   | 1999年12月16日 | 基特峰             | 太空监视                       |
| 小行星155582 | 1999 YN15  | 1999年12月31日 | 基特峰             | 太空监视                       |
| 小行星155583 | 2000 AY148 | 2000年1月7日   | 索科罗             | 林肯近地小行星研究小组         |
| 小行星155584 | 2000 AF157 | 2000年1月3日   | 索科罗             | 林肯近地小行星研究小组         |
| 小行星155585 | 2000 AJ166 | 2000年1月8日   | 索科罗             | 林肯近地小行星研究小组         |
| 小行星155586 | 2000 AU182 | 2000年1月7日   | 索科罗             | 林肯近地小行星研究小组         |
| 小行星155587 | 2000 AN205 | 2000年1月15日  | 普雷斯科特         | P. G. Comba                    |
| 小行星155588 | 2000 AQ209 | 2000年1月5日   | 基特峰             | 太空监视                       |
| 小行星155589 | 2000 AJ249 | 2000年1月3日   | 基特峰             | 太空监视                       |
| 小行星155590 | 2000 BZ9   | 2000年1月26日  | 基特峰             | 太空监视                       |
| 小行星155591 | 2000 BK34  | 2000年1月30日  | 卡特林那           | 卡特林那巡天系统               |
| 小行星155592 | 2000 CK    | 2000年2月2日   | 普雷斯科特         | P. G. Comba                    |
| 小行星155593 | 2000 CK15  | 2000年2月2日   | 索科罗             | 林肯近地小行星研究小组         |
| 小行星155594 | 2000 CP22  | 2000年2月2日   | 索科罗             | 林肯近地小行星研究小组         |
| 小行星155595 | 2000 CL31  | 2000年2月2日   | 索科罗             | 林肯近地小行星研究小组         |
| 小行星155596 | 2000 CB42  | 2000年2月2日   | 索科罗             | 林肯近地小行星研究小组         |
| 小行星155597 | 2000 CE61  | 2000年2月2日   | 索科罗             | 林肯近地小行星研究小组         |
| 小行星155598 | 2000 CR69  | 2000年2月1日   | 基特峰             | 太空监视                       |
| 小行星155599 | 2000 CL74  | 2000年2月8日   | 基特峰             | 太空监视                       |
| 小行星155600 | 2000 CC81  | 2000年2月4日   | 索科罗             | 林肯近地小行星研究小组         |